# Völkermarkt
Völkermarkt (słoweń. Velikovec) – miasto powiatowe w Austrii, w kraju związkowym Karyntia, siedziba powiatu Völkermarkt. Liczy 10949 mieszkańców (1 stycznia 2015).